# Амедей де Ке де Сент-Емур
Амедей де Ке де Сент-Емур (фр. Amédée de Caix de Saint-Aymour; 26 квітня 1843 — 1 лютого 1921) — французький мовознавець, історик, археолог. Народився у Санлісі, Франція. Походив із міщанської родини. Навчався у Національній школі хартій, вивчав східні мови. На початку кар'єри був журналістом, друкувався у «Revue des Deux Mondes». Згодом зайнявся мовознавством, написав «Дослідження латинської мови у рамках індоєвропейської єдності» (1867). Брав участь у французько-прусській війні 1870—1871 років у рядах кінної національної гвардії. Після війни продовжив заняття наукою. За результатами археологічної експедиції від Міністерства освіти до Боснії й Герцеговини видав працю «Південнословянські території у складі Австро-Угорщини» (1883). Відвідав багато країн і регіонів світу: Судан (1884), Ефіопію (1886), Грецію й Італію (1889), Іспанію і Португалію (1889), Алжир (1893). Співпрацював із «La Grande Encyclopédie». Видав дослідження «Анна Русинка, королева Франції» (1896), присвячене київській князівні Анні Ярославні. Член Товариства антикварів Франції. Нагороджений Орденом академічних пальм. Мав титул віконта. Помер у Парижі, Франція, у 77-річному віці.

## Праці

### Монографії
- Hugues de Groot et Les intérêts français dans Le Soudan éthiopien, 1884.
- La France en Éthiopie : Histoire des relations de la France avec les règnes de Louis XIII et de Louis XIV dans l'Abyssinie chrétienne, 1886.
- Recueil des instructions données aux ambassadeurs et ministres de France en Portugal, 1887.
- Arabes et kabyles: questions algériennes, 1891.
- L'Insulinde (Indes néerlandaises) et les nouveaux protectorats français, 1892.
- La Maison de Caix, Rameau masculin des-Coucy Boves: notes et documents pour servir à l'Histoire d'une famille picarde au Moyen Âge (XIe –XVIe), 1895 .
- Caix de Saint-Aymour, Vicomte de. Anne de Russie, reine de France et comtesse de Valois au XIe siècle. Paris, 1896.  [Архівовано 11 грудня 2019 у Wayback Machine.]
- Mémoires et documents pour servir à l'histoire des pays qui forment aujourd'hui le département de l'Oise (Picardie méridionale — Nord de l'Île-de-France), 1898.
- Histoire illustrée de la France, 1899—1900.
- Autour de Noyon sur les traces des barbares, 1917.
- Les Boullongne, 1919.
- Notes sur quelques Lécythes blancs d'Erétrie.
- Les intérêts français au Soudan éthiopien.
- La France en Éthiopie.
- Études coloniales.
- Indes néerlandaises et les nouveaux Protectorats français.
- La question de l'enseignement des langues classiques et des langues vivantes au Sénat et devant l'opinion publique.
- La langue latine étudiée dans l'unité indo-européenne: histoire, grammaire, lexique.
- Le plébiscite et l'hérédité.
- Annuaire des sciences historiques, bibliographie des ouvrages d’érudition,
- Indicateur de l'archéologue et du collectionneur.
- Le musée archéologique.
- Recueil des monuments.

## Переклади українською
- Сент-Емур Ке, де. Анна Русинка, королева Франціі и графиня Валюа / з фр. пер. І. Франко. Львів, 1909 (репринт: Київ, 1991)  [Архівовано 11 грудня 2019 у Wayback Machine.],  [Архівовано 20 серпня 2017 у Wayback Machine.]).